# Phoradendron haughtii
Phoradendron haughtii är en sandelträdsväxtart som beskrevs av Kuijt. Phoradendron haughtii ingår i släktet Phoradendron och familjen sandelträdsväxter. Inga underarter finns listade i Catalogue of Life.